# Winnie the Pooh e le pance brontolanti
Winnie the Pooh e le pance brontolanti (Winnie the Pooh's Rumbly Tumbly Adventure) è un videogioco Disney del 2005 ibrido tra azione e avventura, sviluppato da Phoenix Studio, pubblicato da Ubisoft e distribuito da Disney Interactive.
Esso appartiene al franchise di Winnie the Pooh e il suo gameplay è molto simile a quello di Pimpi, piccolo grande eroe. È stato ripubblicato come classico per PS2 sul PlayStation Store nel 2013.

## Trama
Winnie the Pooh e Christopher Robin fanno una passeggiata nel Bosco dei 100 Acri quando il primo inizia a lamentarsi di avere fame. Christopher dice a Pooh di pensare a qualcos'altro, suggerendogli di ricordare i suoi momenti preferiti. Winnie decide di leggere gli album di compleanno di alcuni dei suoi amici, e infine il suo, che lo porta a rivivere le avventure del suo compleanno, in cui cerca Pimpi e gli trova una scopa, cerca Tigro e gli recupera due dei suoi costumi scomparsi, cerca una nuova casa per Ih-Oh e va a caccia di tesori. Dopo aver letto tutti gli album e completato le avventure, Christopher Robin si presenta e gli offre un picnic con tutti i suoi amici.

## Modalità di gioco
Winnie the Pooh e le pance brontolanti si compone di tre principali modalità di gioco.
La prima è "Avventura", ove il giocatore ha il compito di aiutare Winnie the Pooh a completare cinque episodi diversi basati sui ricordi del passato. Le zone del Bosco dei 100 Acri accessibili in ogni episodio sono suddivise in aree diverse, anche se non tutte sono esplorabili. Nel mondo vi sono vasetti di miele (e note musicali) nascosti in numerosi ceppi d'albero, carri, rocce o altri oggetti. Questi oggetti sono necessari di tanto in tanto per gli sciami di api che si presentano sul cammino di Pooh, il quale deve consegnare loro un certo numero di vasetti prima che possa esplorare il luogo o l'oggetto dietro lo sciame. Effalumpo e Noddole si possono trovare in certe aree e tenteranno di spaventare Winnie (a causa del suo "rombo") e per spaventarli, egli deve trovare e far scoppiare un palloncino. Proprio come in Pimpi, piccolo grande eroe, ci sono alcune parti nei livelli in cui il giocatore può impersonare altri personaggi. Tigro e Pimpi tornano e mantengono le loro abilità di sgattaiolare oltre i nemici e spaventarli con facce spaventose, rispettivamente, e Ih-Oh è un nuovo personaggio giocabile i cui segmenti di livello lo vedono correre in giro per un luogo (dopo essere stato spaventato) con il protagonista in groppa per completare una missione.
La seconda modalità disponibile è "Junior", in cui i giocatori più giovani possono esercitarsi a giocare con tutti i personaggi in determinate aree. E infine, la terza e ultima modalità è "Multigiocatore" in cui ci si cimenta in vari minigiochi che verranno sbloccati completando la storia. I minigiochi includono: una prova in cui bisogna catturare un vasetto di miele ambulante entro un tempo limite e un'altra in cui si devono raccogliere un certo numero di biscotti evitando Noddole ed Effalumpo che inseguono. I quattro personaggi selezionabili in essa sono Winnie the Pooh, Pimpi, Tigro e Ro.

## Doppiaggio
| Personaggio        | Doppiatore inglese | Doppiatore italiano |
| ------------------ | ------------------ | ------------------- |
| Winnie the Pooh    | Jim Cummings       | Marco Bresciani     |
| Tigro (Tigger)     | Jim Cummings       | Luca Biagini        |
| Pimpi (Piglet)     | John Fiedler       | Luca Dal Fabbro     |
| Tappo (Rabbit)     | Ken Sansom         | Valerio Ruggeri     |
| Uffa (Owl)         | Andre Stojka       | Massimo Corvo       |
| Kanga              | Tress MacNeille    | Aurora Cancian      |
| Ro (Roo)           | Jimmy Bennett      | Alex Polidori       |
| Ih-Oh (Eeyore)     | Gregg Berger       | Paolo Buglioni      |
| De Castor (Gopher) | Michael Gough      | Edoardo Nevola      |
| Christopher Robin  | Tom Wheatley       | ?                   |
| Narratore          | David Ogden Stiers | Michele Kalamera    |